# Zandwallaby
De zandwallaby (Notamacropus agilis) is een wallaby uit het geslacht Notamacropus. De wetenschappelijke naam van de soort werd voor het eerst geldig gepubliceerd door John Gould in 1842. Deze soort leeft in het noorden van Australië en in Nieuw-Guinea.

## Uiterlijk
De zandwallaby heeft een lichaamslengte van 60 tot 105 cm en een staart van 74 tot 77 cm lang. Het gewicht bedraagt 11 tot 20 kg. Mannelijke dieren zijn over het algemeen groter dan vrouwelijke zandwallaby's. De vacht is geelbruin van kleur, de witgekleurde buik uitgezonderd. Lichtgekleurde strepen lopen over de dijen en de kaken, terwijl over het voorhoofd een donkere streep loopt. De lichaamsbouw van de zandwallaby is vergelijkbaar met de meeste andere kangoeroes.

## Leefwijze
De zandwallaby is een planteneter die in groepen van ongeveer tien soortgenoten leeft. Er komen echter ook solitair levende zandwallaby's voor. Deze soort is overwegend actief tijdens de schemering en de nacht. In vochtige gebieden eet de zandwallaby voornamelijk grassen, bladeren en vruchten en in drogere streken worden ook wortels gegeten.

## Leefgebied
De zandwallaby leeft in de tropische boomsavannes van de Australische noordkust en zuidelijk Nieuw-Guinea. In Australië komt de soort voor van het noorden van West-Australië via de Top End van het Noordelijk Territorium en het Kaap York-schiereiland tot het zuidoosten van Queensland. Er worden vier ondersoorten onderscheiden. N. a. nigrescens leeft in de Kimberley van West-Australië, N. a. agilis komt voor in het Noordelijk Territorium, N. a. jardinii is de ondersoort uit Queensland en N. a. papuanus is te vinden in Nieuw-Guinea en de naburige eilanden Fergusson, Goodenough, Kiriwina en mogelijk Nieuw-Ierland en Normanby. Mogelijk is deze ondersoort minstens in een deel van zijn verspreiding (bijvoorbeeld Nieuw-Ierland) geïntroduceerd. Een vijfde ondersoort, N. a. siva, is alleen van fossielen uit oostelijk Australië bekend.